# Paal (Belgique)
Pour les articles homonymes, voir Paal.
Paal est une section de la ville belge de Beringen située en Région flamande dans la province de Limbourg. C'était une commune à part entière avant la fusion des communes de 1977.
Le village est situé à 18 kilomètres au nord-ouest de Hasselt.

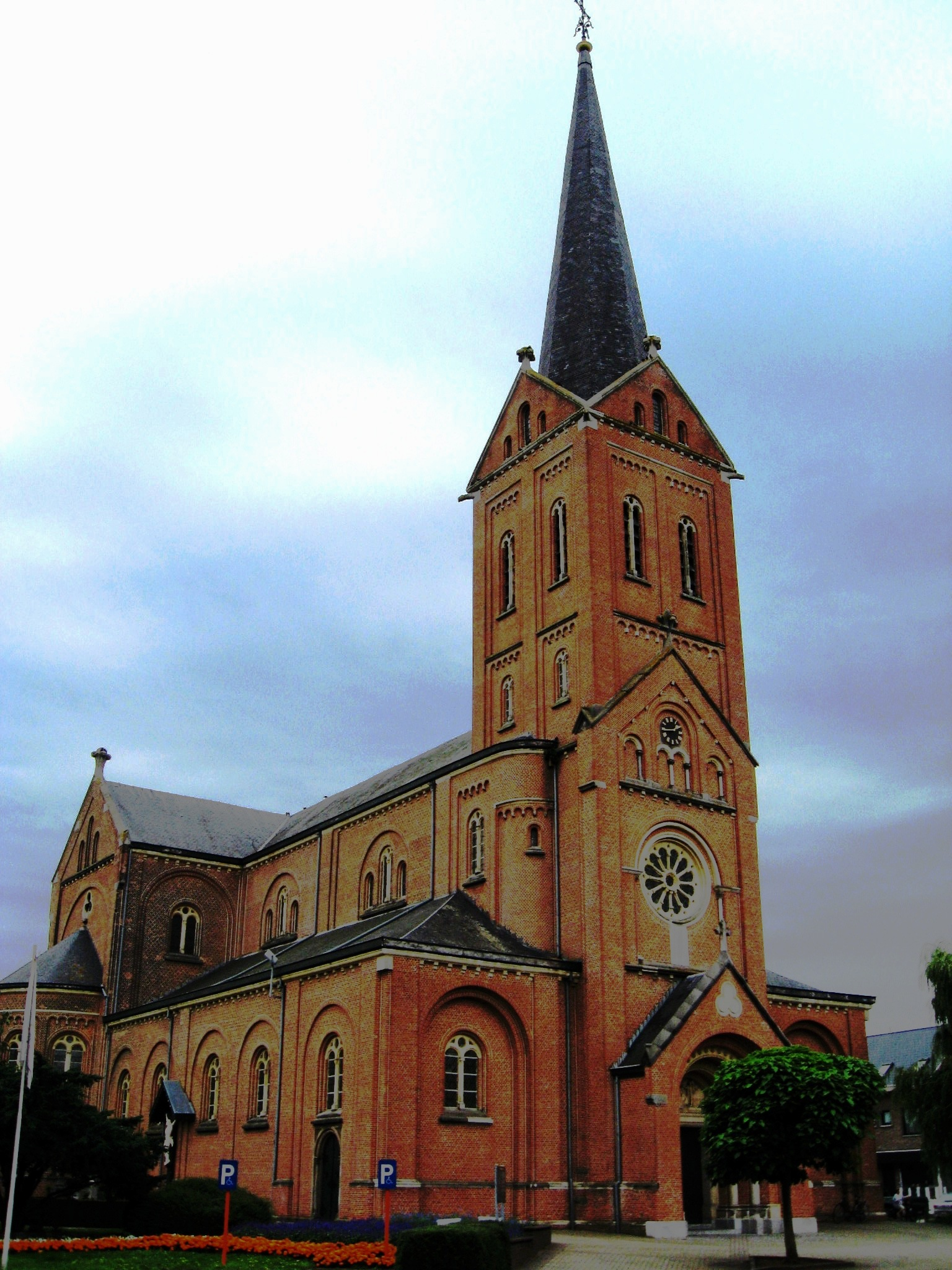
Église Saint-Jean-le-Baptiste

## Évolution démographique
- Sources: INS, www.limburg.be et Ville de Beringen